# George Simpson (lekkoatleta)
George Sidney Simpson (ur. 21 września 1908 w Columbus w stanie Ohio, zm. 2 grudnia 1961 tamże) – amerykański lekkoatleta sprinter, medalista olimpijski z Los Angeles z 1932.
W 1929 jako pierwszy człowiek na świecie przebiegł 100 jardów w 9,4 s. Było to na akademickich mistrzostwach USA (NCAA), podczas których jako student Ohio State University zwyciężył również w biegu na 220 jardów. Wynik Simpsona nie został jednak uznany za rekord świata, ponieważ używał on bloków startowych, które wówczas nie były jeszcze zaaprobowane przez IAAF.
Na igrzyskach olimpijskich w 1932 w Los Angeles zdobył srebrny medal w biegu na 200 metrów (za swym rodakiem Eddiem Tolanem, a przed innym Amerykaninem Ralphem Metcalfe). W biegu na 100 metrów zajął 4. miejsce.
Oprócz podwójnego mistrzostwa NCAA w 1929 Simpson zwyciężył w nich również w 1930 na 220 jardów. W tym samym roku zdobył także mistrzostwo Stanów Zjednoczonych (AAU) na tym dystansie.